# Радивоје Радивојевић
Радивоје Раде Радивојевић (Врање, 1949) српски је композитор, аранжер, продуцент и инструменталиста.
Рођен је у породици музичара Црнотраваца, чија је традиција, за разлику од осталих Црнотраваца везаних за грађевинарство, била музика и музичко стваралаштво. Школовао се у Врању, у Нишу је завршио Средњу музичку школу, а у Београду дипломирао на Музичкој академији 1974. године. На почетку своје богате каријере, био је клавијатуриста у нишком вокално инструменталном саставу „Далтони“. Дуже од две деценије ради као уредник музичких програма на Телевизији Београд.

## Композиторски рад
Раде Радивојевић компонује из домена поп и забавне музике, народне и градске музике, дечје музике, инструменталне и хорске музике, а компоновао је и музику за телевизијске серије, драме, позоришне представе и филмове.
Од 1968. године до данас његов ауторски рад у домену композиције, аранжмана и музике похрањен је на преко три стотине носача звука, трајних радио снимака и велики број телевизијских емисија. Објавио је четири ауторска CD-a, четврти (троструки) је штампан поводом јубилеја – 40. годишњице композиторског рада, 2008. године.
Победник је бројних музичких фестивала, као што су: Београдско пролеће (1994. и 1998), Златно звонце, Нови Сад (1993), Београдски шлагер (1994), МЕСАМ (1995), Интерфест, Битољ (1995), Пјесма Медитерана, Будва (1997), Златни Орфеј, Бугарска (1997), Еврофест, Скопље (1998), Фестивал војничких песма (1998. и 2000), Поп фестивал, Бањалука (2000. и 2002).
Са својим композицијама био је представник Југославије и Србије у Русији, Белорусији, Бугарској, Украјини, Македонији, Босни и Херцеговини, Црној Гори и Грчкој.
Његове композиције и аранжмани снимљени су и изводе се у Немачкој, Финској, Француској, Русији, Бугарској, Украјини, Белорусији, Аустрији и земљама Бенелукса.
Његов син је познати музичар и певач Огњан Оги Радивојевић.

## Одабране награде
- Композиција „Љубим те песмама“ Радета Радивојевића, у извођењу Екстра Нене, 1992. године, као победник „Југовизије“, представљала је Југославију на „Песми Евровизије“ у Малмеу, у Шведској.
- Године 1994. проглашен је за композитора године у Југославији.
- Добитник је посебног признања Министарства културе Србије за врхунски допринос у култури.